# Halînivka, Volodarsk-Volînskîi
Halînivka (în ucraineană Галинівка) este un sat în comuna Toporîșce din raionul Volodarsk-Volînskîi, regiunea Jîtomîr, Ucraina.

## Demografie
Componența lingvistică a localității Halînivka
     Ucraineană (93,69%)
     Rusă (5,34%)
     Alte limbi (0,97%)
Conform recensământului din 2001, majoritatea populației localității Halînivka era vorbitoare de ucraineană (93,69%), existând în minoritate și vorbitori de rusă (5,34%).